# إرفينغ لويس هوروويتز
إرفينغ لويس هوروويتز (بالإنجليزية: Irving Louis Horowitz)‏ هو أستاذ جامعي أمريكي، ولد في 25 سبتمبر 1929 في نيويورك في الولايات المتحدة، وتوفي في 21 مارس 2012 في برينستون في الولايات المتحدة.